# Royal Bank Plaza
Das Royal Bank Plaza ist ein Wolkenkratzer in Toronto, Ontario (Kanada). Es ist de facto der Hauptgeschäftssitz der Royal Bank of Canada. Das Gebäude teilt sich mit dem Fairmont Royal York Hotel einen Baublock im Finanzdistrikt von Toronto, der von der Bay Street, Front Street, York Street und der Wellington Street umschlossen wird.
Die Royal Bank of Canada entschied Ende der 1970er Jahre, ihren Hauptgeschäftssitz von Montreal nach Toronto zu verlegen und hierfür ein neues Gebäude zu errichten. Das 1979 erbaute Gebäude besteht aus zwei Bürotürmen: dem höheren Südturm (180 m) und dem Nordturm (112 m). Das Äußere der beiden Hochhäuser ist überwiegend mit Glas verkleidet. Zusammen haben die Türme über 14.000 Fenster. Jedes Fenster ist mit einer Beschichtung aus 24-karätigem (100 %) Gold überzogen. Das Gold dient der Wärmedämmung, um Heiz- und Klimakosten zu sparen.
Das Royal Bank Plaza besitzt neben den Büroräumen auch ein Einkaufszentrum, das an das unterirdische PATH-System angeschlossen ist.